# Go get‘em
『Go get‘em』（ゴーゲッテム）は、仮面ライダーGIRLSの6枚目のシングル。2013年5月22日にavex entertainmentから発売された。

## 概要
前作『Just the Beginning』から約3か月ぶりに発売されたシングルである。表題曲はバンダイナムコゲームス『仮面ライダー バトライド・ウォー』のテーマソングになっている。
CD+DVD盤とCD盤のみの2種類の仕様で発売され、DVDには『Go get‘em』のミュージッククリップが収録されている。なお、CD初回生産限定特典として、『仮面ライダー バトライド・ウォー』内のフィギュア、“仮面ライダーウィザード オールドラゴン”のダウンロード用プロダクトコードが封入されていた。

## 収録内容

### CD
1. Go get‘em
作詞:藤林聖子、作曲・編曲:鳴瀬シュウヘイ
2. Let's Go!
作詞:藤林聖子、作曲:DJ HurryKenn、編曲:AYANO
3. Go get'em（instrumental）
4. Let's Go! （instrumental）

### DVD
1. Go get'em（Music Clip）